# Tower Hamlets
Tower Hamlets este un burg londonez în estul orașului propriu-zis. Burgul avea o populație de 213.200 de locuitori în 2005, dintre care 51,4% sunt de rasă albă, 36,6% sunt sud-asiatici, 6,5% sunt afro-caraibieni, 2,6% sunt de rasă mixtă, 1,8% sunt chinezi și 0,2% sunt de altă rasă. Tower Hamlets este localitatea cu cel mai mare procentaj de musulmani din Regatul Unit, aceștia constituind 36,4% din populație.
1. ↑   https://ons.maps.arcgis.com/home/item.html?id=a79de233ad254a6d9f76298e666abb2b Lipsește sau este vid: |title= (ajutor)